# Landsmannschaft Rhenania Münster
Die Landsmannschaft Rhenania Münster ist eine pflichtschlagende, farbentragende Studentenverbindung an der Universität Münster. Die Landsmannschaft ist nicht politisch oder konfessionell ausgerichtet, Mitglied im Coburger Convent (CC) und wurde am 6. November 1850 von elf Rheinländern an der damaligen Akademie in Münster als akademische Verbindung Rhenania gegründet. Damit ist sie die älteste in Münster ansässige pflichtschlagende Studentenverbindung.

## Couleur und Wahlspruch
Die Farben des Bandes sind blau-weiß-rot, die des Fuxenbandes rot-weiß-rot, jeweils mit silberner Perkussion. Es wird eine weiße Studentenmütze getragen.
Der Wahlspruch lautet: In amicitia firmitas (dt. in Freundschaft verbunden).

## Geschichte

### Gründungszeit
Am 6. November 1850 gründeten elf Rheinländer an der damaligen Akademie in Münster die akademische Verbindung Rhenania. Ihre Mitglieder betonten den ausschließlich akademischen Charakter ihrer Verbindung und verschafften sich mit der blanken Waffe Genugtuung. Gründungsstätte der Rhenania ist die Wienburg.
Die ersten Jahrzehnte der Rhenania standen im Zeichen einer liberalen Grundhaltung inmitten einer betont katholischen Umgebung, die sie letztlich, nicht ganz ohne Schwierigkeit mit dem großen Anteil an katholischen Mitgliedern, zu einer waffenstudentischen Korporation werden ließ.
1879 focht Rhenania die erste Bestimmungsmensur, legte sich 1881 die Bezeichnung Landsmannschaft zu und suchte Anschluss an den Coburger LC. Am 15. Mai 1883 wurde Rhenania vom Coburger LC rezipiert und leitete bereits 1886 den Pfingstkongress in Coburg.

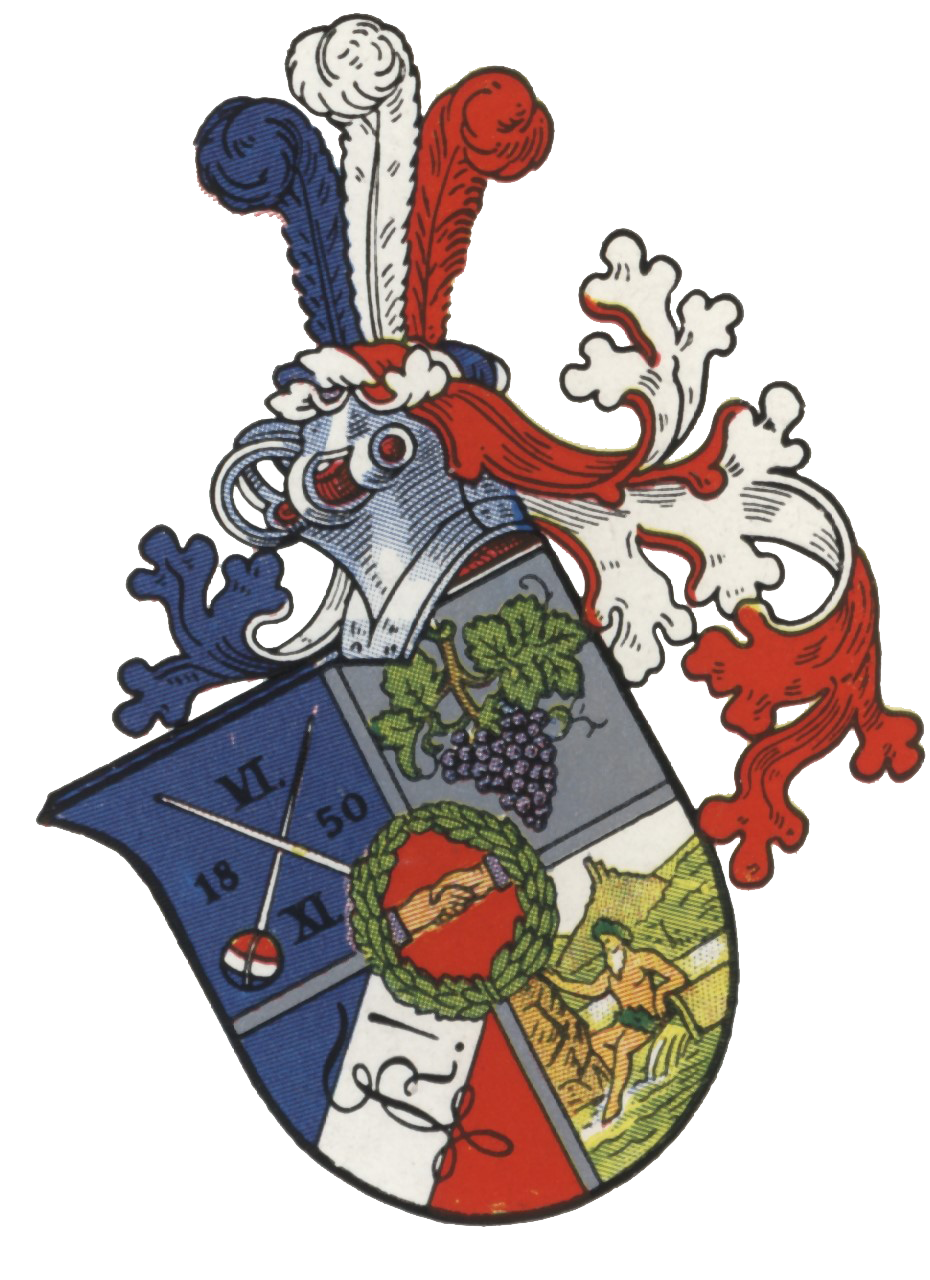
Altes Wappen der Rhenania

### Verbandskrise und Fusion
Die Verbandskrise um die Jahrhundertwende hinterließ auch bei Rhenania ihre Spuren. Als Münster 1902 Volluniversität wurde, trat sie mit großer Mehrheit aus dem Coburger LC aus. Eine Minderheit blieb dem Verband treu und nannte sich fortan Landsmannschaft Borussia. Diese verschmolz 1911 mit der früheren VC-Turnerschaft Teutonia. Die Mehrheit fand 1908 durch Verschmelzung mit einer kurz zuvor gegründeten Turnerschaft Alemania Anschluss an den VC und nannte sich nun Turnerschaft Rhenania.
Nach dem Ersten Weltkrieg konnte Borussia aus eigener Kraft wieder eröffnen, während Rhenania mit Hilfe der Turnerschaft Germania-Bonn wieder aufmachte. Beide Zweige der alten LC-Landsmannschaft nahmen nun eine Entwicklung. Die durch die Spaltung entstandenen Gegensätze milderten sich, die Aktivitates fochten gegeneinander, freundeten sich an und beschlossen 1934 mit Zustimmung der AH-Verbände ihre Wiedervereinigung (Rhenania und Borussia).

### Zeit des Zweiten Weltkrieges
Am 10. November 1934 eröffnete Rhenania unter der offiziellen Bezeichnung Alte Münstersche Landsmannschaft in der DL von 1850 das neue Semester. Nach kurzer Hochblüte musste sie unter dem Druck des NS-Regimes 1936 suspendieren. Es gelang zwar noch mit Hilfe früherer Aktiver, eine Kameradschaft Wienburg zu errichten, die aber im Verlauf des Zweiten Weltkrieges sang- und klanglos unterging.

### Nachkriegszeit
Um 1945 sammelte sich der AHV wieder und es gelang ihm, im Sommersemester 1949 eine neue Aktivitas zu gewinnen. Im März 1951 wurde erstmals wieder gefochten.
Seitdem stellte Rhenania Burschen zur Wiedererrichtung der Turnerschaften Markomanno-Teutonia und Frisia-Albertina sowie der Landsmannschaft Sorabia und unterstützte weitere Verbandskorporationen.

## Freundschaftsverhältnisse
- Alte Greifswalder Turnerschaft Markomanno-Teutonia
- Landsmannschaft Salia Bonn

## Bekannte Rhenanen
- Walter Hoffmann (Politiker, 1914)
- Gustav Sack